# Asociación de Resistencia Popular
La Asociación de Resistencia Popular (ARP; en ruso: Ассоциация народного сопротивления; АНС; Assotsiatsiya narodnogo soprotivleniya, ANS ) es una organización política anarquista nacional rusa. Fundada en 2016 por varios ex activistas de Voluntad Popular, NBP y otros movimientos.

## Ideología y símbolos
ARP combina el populismo de izquierda con opiniones de extrema derecha. Ideológicamente, combina puntos de vista del neo-narodnichestvo y de la tercera posición, como el nacionalbolchevismo, el nacionalanarquismo y el Nacionalsindicalismo. La ARP utiliza la bandera de los ejércitos verdes durante la Guerra Civil Rusa, así como el emblema del Campo Sembrado.
ARP se autodenomina "heredera de la tradición histórica centenaria de la lucha de liberación nacional de nuestro pueblo: ... los rebeldes de Razin, Bulavin y Pugachev, los decembristas, Narodnaya Volya y el Partido de los Socialistas Revolucionarios": "Nos adherimos a puntos de vista nacionalistas de izquierda, y el punto de vista de narodnik... Nos oponemos al imperialismo, esta es nuestra diferencia con "La Otra Rusia", defendemos la solidaridad de las naciones y el derecho a la autodeterminación... ARP es más bien un fragmento de derecha del "Frente de Izquierda⁣", que creció y al que más tarde se unieron muchas personas con opiniones de izquierda y derecha".

## Acciones de la ARP
La primera acción significativa de la ARP fue la Marcha Rusa, la cual los activistas, junto con otros movimientos, han estado organizando desde 2017. Además, la asociación participó en las protestas anticorrupción de Alexei Navalny, realizando en ellas actividades propias. Los propios activistas de la ARP son conocidos por el público por sus variadas acciones: en apoyo a las protestas contra la construcción de la Iglesia de Santa Catalina - "Pedimos disculpas por Ekaterimburgo", "Nuestro candidato es parte de Disturbios rusos" en San Petersburgo - por un boicot a las elecciones presidenciales rusas de 2018, "No se lo tiras a todos" - en defensa de Ivan Golunov y otros. 

## Acoso a activistas
Los activistas de ARP suelen ser detenidos en manifestaciones y protestas (incluso en las autorizadas), por parte de agentes del orden. En noviembre de 2018, dos activistas de ARP y el coordinador fueron detenidos en vísperas de la Marcha Rusa como testigos en un caso criminal relacionado con un incendio abandonado; se llevaron a cabo registros en los apartamentos de los activistas y en la sede de ARP. En la primavera de 2019, surgió información sobre un caso penal contra un activista de la sucursal de Volgodonsk de la ARP, Vladimir Boyarinov, luego los activistas negaron esta información, y el propio Boyarinov dijo que fue utilizado intencionalmente para falsificar un caso penal contra la dirección de la ARP. Según otra información, Boyarinov simplemente utilizó la ARP para beneficio personal. En el verano de 2019, durante las protestas en Moscú el 27 de julio, fue detenido el secretario de prensa de la ARP, Nikita Zaitsev, quien posteriormente se cortó las venas en el departamento de policía.
El 7 de mayo, alrededor de las siete de la mañana, oficiales del FSB, Centro E, el departamento de seguridad económica y anti-corrupción (OBEiPK), así como fuerzas especiales de la policía, llevaron a cabo registros en seis direcciones en Moscú. Las actividades operativas tuvieron lugar en la sede de la ARP y en cinco apartamentos donde viven los activistas. Las fuerzas de seguridad cortaron las puertas principales antes de la llegada de los abogados. Las acciones de las agencias de aplicación de la ley fueron filmadas por empleados del canal REN TV.
La razón de los registros fue un caso penal iniciado bajo la Parte 2 del Artículo 173.1: formación ilegal de una entidad legal. El caso fue presentado contra personas no identificadas. Estas personas supuestamente se registraron en organizaciones legales por los activistas de la ARP que fueron acreditadas. 